# 吳俊輝 (科學家)
吳俊輝（英語：Jiun-Huei Proty Wu，1970年—），臺灣宇宙學家，現任國立臺灣大學物理系暨天文物理研究所教授、臺灣大學副國際長（Deputy Vice President for International Affairs），並以推動物理學教育和自製望遠鏡教學聞名。

## 經歷
吳俊輝生於1970年，母親是國立臺中教育大學美術系教授，畫家張淑美 (畫家)。台中師專附小畢業，中學就讀臺中市居仁國中、國立臺中第一高級中學，曾獲多項漫畫比賽獎項，包括全國反共愛國漫畫比賽第一名，高三時獲得教育部第二屆物理學科能力競賽全國第一名、全國數學競試壹等獎，畢業後原考上國立臺灣大學數學系，但因為聯考物理科成績超過90分而改分發物理系。大二時以校總區第一高票當選台大學生代表、並獲選擔任社團委員會學生代表，推動學生社團制度的改革開放，大三擔任第一屆理學院學生會會長 (之前為學代會)，大四擔任畢業紀念冊全校總編輯。獲得學士學位以後，進入海軍以二等兵身份入伍服役於鄭和軍艦，兩年後退伍前往英國 萨塞克斯大学在安德魯·林德爾（Andrew R. Liddle）指導下獲得卓越 (distinction) 天文學碩士。之後前往劍橋大學獲選進入史蒂芬·霍金的「重力與相對論小組」攻讀博士，於1999年在霍金小組成員保罗·谢兰德（E. Paul Shellard）的指導下以論文《Cosmological Perturbations from Cosmic Strings》獲得劍橋大學宇宙學博士學位，其間曾獲得劍橋大學 J.T. 騎士獎 (J.T. Knight Prize) 。獲得博士學位以後即到美國加州大學柏克萊分校擔任 KDI Fellow，並受合聘擔任NASA的長期太空科學家，2001年回到台灣進入國立臺灣大學物理系任教至今，為專任教授，曾獲臺大資深優良教師以及臺大教師傑出社會服務獎。並擔任宇宙微波背景輻射陣列（AMiBA）首席科學家、中央研究院天文及天文物理研究所合聘研究員、國立政治大學應用物理研究所兼任教授等職務。目前亦擔任臺灣大學副國際長（Deputy Vice President for International Affairs）。吳俊輝亦參與國內外多項科教、科普及服務性工作，包括國際物理奧林匹亞競賽（國家代表隊選訓委員）、Intel 國際科展（ISEF 國手選訓委員）、大學入學考試中心業務、考試院業務、高中（龍騰、三民）及國中（康軒）課本編輯委員、全國科展評審（物理、地科）、承辦NASA黑客松-台灣(2017；因台灣冠軍隊獲全球總冠軍而帶領該隊前往NASA受獎)等，為現任台灣共創點協會(TEDxTaipei)理事。

## 研究
宇宙學、迴圈量子重力、宇宙微波背景、宇宙殘陷、大尺度結構、宇宙拓樸、暗能量。

## 教學
吳俊輝獨特的教學方法深受學生好評，受番茄工作法啟發，獨創吳式教學法，螺旋間歇式的上課模式：
1. 概論式介紹主題及應用範圍
2. 以板書清楚說明主題之概念
3. 實例說明物理上的真實應用
4. 重新釐清該主題之相關概念
5. 充分休息後，周而復始

每上課 25 分鐘休息 5 分鐘，確保學生能夠保持高度專注的同時，亦有足夠的時間釐清觀念或休息。另外，吳教授經常說「對於物理系來說，數學本應無難易之分」，以「大學數學中的九九乘法表」鼓勵學生不必害怕高等數學中的複雜符號。

## 其他
吳俊輝在就讀國中時即自製望遠鏡，並拍攝到當時接近近日點的哈雷彗星。自2003年起舉辦多場次全國性的自製望遠鏡營隊，至今已教導民眾製造出數千台的天文望遠鏡。並主導臺灣大學設於溪頭的鳳凰山天文台和南瀛天文教育園區望遠鏡、3D立體劇場等的設計製造，為南瀛教育園區製作3D天文影片。為第一位成為TED講者的台大教師 (2011)。吳俊輝就讀國立臺灣大學期間曾師拜哲學系教授楊政河研究《易經》。在劍橋大學求學期間曾經為霍金看手相、面相、批八字。1991年大三擔任台大理學院學生會長時應文學院學生會邀請、在文學院長黃啟芳教授的大力支持下，共同創辦第一屆「台大文學創作奬」(取名筆墨根香」；1992頒獎)，並為之設計筆頭翅身之純銅獎座、擔任頒獎典禮主持人，獲得新詩獎佳作(由中文系教授何寄澎擔任主審及頒獎人)。1992大四時繼續協助第二屆的辦理。1997年獲霹靂布袋戲多結局小說獎(複選時獲九位評審全票通過進入決選)。熱愛運動，曾任劍橋大學桌球校隊，並與當時進行移地訓練的鄧亞萍 (當年世界女子排名第一) 練球，曾獲台大全校游泳賽教職員工暨校友組仰式第一名、蛙式第一名。

## 演出作品
- 《惡作劇之吻》-超強子教授（客串）

## 外部連結
- 吳俊輝個人網頁
- 吳俊輝的Facebook專頁
- 吳俊輝的望遠鏡 DIY 資訊網
- 壹週刊專文介紹吳俊輝 (2012年12月13日)
- 中央研究院介紹吳俊輝（页面存档备份，存于）
- 中國時報 2007.08.04 會天文懂命理吳俊輝 宇宙學博士「鏡」遇奇